# دونالد ماكينتوش كيندال
دونالد ماكينتوش كيندال (بالإنجليزية: Donald M. Kendall)‏ هو رائد أعمال أمريكي، ولد في 16 مارس 1921 في سيكيم في الولايات المتحدة.

## وصلات خارجية
- دونالد ماكينتوش كيندال على موقع مونزينجر (الألمانية)